# Laccophilus pseudomexicanus
Laccophilus pseudomexicanus là một loài bọ cánh cứng trong họ Bọ nước. Loài này được Zimmerman miêu tả khoa học năm 1970.